# El siglo de Luis XIV

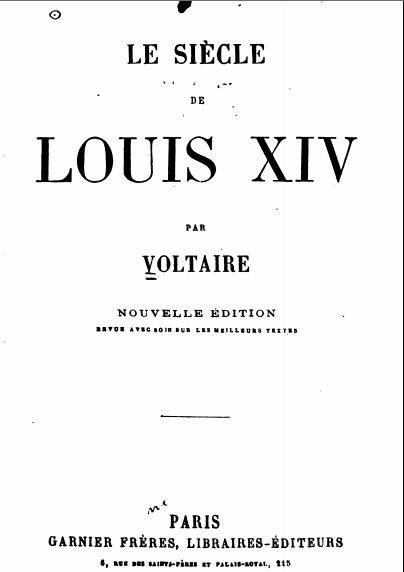
Portada de "El siglo de Luis XIV" de Voltaire (París, 1866)

El siglo de Luis XIV es obra literaria escrita por el filósofo, historiador, poeta y literato francés Voltaire en el año 1751.
Fue incluida por la Iglesia católica en su Índice de libros prohibidos en 1753.

## Contenido
Es, además de la historia de un rey, un planteamiento sobre el tema del progreso, convirtiéndose este en su propósito central. Voltaire pensaba que el progreso en la historia es relativo, aunque sí que se podía encontrar esto.

## Estructura de la Historia
Cree que hay cuatro momentos en que las luces habían crecido y que son:
- El siglo de Pericles.
- El siglo de Julio César y de Augusto.
- El Renacimiento en Europa.
- El siglo de Luis XIV.

## Estructura del libro
Se trata de analizarlo todo, es una historia total en cierto modo. Voltaire habla de política, religión, literatura y su conclusión es que se va a producir un cierto progreso. Tomando el índice del libro, los primeros 24 capítulos de 39 que contiene están consagrados a la política internacional de Luis XIV, aunque Voltaire no considera que los acontecimientos sean importantes. De los otros 15, algunos están dedicados a:
- Cuatro a anécdotas de la corte.
- Dos a la política interior.
- Uno a las ciencias.
- Uno a las artes.
- Uno a los asuntos eclesiásticos.
- Uno a cuestionar cómo el progreso producido en este siglo no está tan claro, para ello trata el tema de las misiones de China, a las que van Jesuitas y Dominicos. Al llegar se encuentran con la sociedad china. Ante esto, los Jesuitas intentan respetar las creencias de los indígenas, les dejan conservar sus tradiciones y ven en Confucio a un iniciador. Esta es una postura muy moderna. Los Dominicos, en cambio, hacen lo contrario y además, denuncian a los Jesuitas al Papa. Debido a esto, las misiones de los Jesuitas son cerradas. Es este un final agridulce.

Al final del libro, añade una serie de apéndices como es el de la relación de los hijos de Luis XIV.